# Драфт ВНБА 2001 года
Драфт ВНБА 2001 года прошёл 20 апреля, в пятницу, в студии развлечений НБА (англ. NBA Entertainment Studios) в городке Секокус, штат Нью-Джерси. К участию в драфте были допущены игроки после окончания колледжа и игроки-иностранцы. Так как лотерея драфта стала проводиться только с конца 2002 года, право выбора под первым номером получила худшая команда прошедшего сезона «Сиэтл Шторм», который она использовала на 19-летнюю австралийскую центровую Лорен Джексон, ранее выступавшую в женской национальной баскетбольной лиге за «Канберра Кэпиталз».
Всего на этом драфте было выбрано 64 баскетболистки, из них 50 из США, 4 из Австралии (Лорен Джексон, Кристен Вил, Пенни Тейлор и Джей Кинджи), 3 из России (Светлана Абросимова, Илона Корстин и Елена Карпова), а также по одной из Канады (Тэмми Саттон-Браун), Чехии (Микаэла Павличкова), Белоруссии (Светлана Вольная), Колумбии (Левис Торрес), Бразилии (Келли Сантос), Дании (Энн Ториус) и Финляндии (Тару Туукканен).

## Легенда к драфту
|  | Выделены игроки, выбранные в Баскетбольный зал славы                      |
|  | Выделены участники Матча всех звёзд ВНБА и игроки сборной всех звёзд ВНБА |
|  | Выделены участники Матча всех звёзд ВНБА                                  |
|  | Выделены игроки сборной всех звёзд ВНБА                                   |
|  | Выделены игроки, не игравшие в ВНБА                                       |

## Первый раунд
| Выбор | Игрок                 | Позиция             | Гражданство | Команда драфта      | Университет/ Бывшая команда                       |
| ----- | --------------------- | ------------------- | ----------- | ------------------- | ------------------------------------------------- |
| 1     | Лорен Джексон         | Форвард / Центровая | Австралия   | Сиэтл Шторм         | Канберра Кэпиталз (ЖНБЛ)                          |
| 2     | Келли Миллер          | Защитник            | США         | Шарлотт Стинг       | Университет Джорджии                              |
| 3     | Тамика Кэтчингс       | Форвард             | США         | Индиана Фивер       | Университет Теннесси                              |
| 4     | Джеки Стайлз          | Защитник            | США         | Портленд Файр       | Государственный университет Юго-Западного Миссури |
| 5     | Рут Райли             | Центровая           | США         | Майами Сол          | Университет Нотр-Дам                              |
| 6     | Деанна Нолан          | Защитник / Форвард  | США         | Детройт Шок         | Университет Джорджии                              |
| 7     | Светлана Абросимова   | Форвард             | Россия      | Миннесота Линкс     | Университет Коннектикута                          |
| 8     | Мэри Фердинанд-Харрис | Защитник            | США         | Юта Старз           | Университет штата Луизиана                        |
| 9     | Коко Миллер           | Защитник            | США         | Вашингтон Мистикс   | Университет Джорджии                              |
| 10    | Кэти Дуглас           | Защитник / Форвард  | США         | Орландо Миракл      | Университет Пердью                                |
| 11    | Пенни Тейлор          | Форвард             | Австралия   | Кливленд Рокерс     | Данденонг Рейнджерс (ЖНБЛ)                        |
| 12    | Лакванда Барксдейл    | Защитник / Форвард  | США         | Портленд Файр       | Университет Северной Каролины в Чапел-Хилл        |
| 13    | Кристен Вил           | Защитник            | Австралия   | Финикс Меркури      | Канберра Кэпиталз (ЖНБЛ)                          |
| 14    | Келли Шумахер         | Центровая           | США         | Индиана Фивер       | Университет Коннектикута                          |
| 15    | Аманда Ласситер       | Форвард             | США         | Хьюстон Кометс      | Университет Миссури                               |
| 16    | Камилла Купер         | Центровая           | США         | Лос-Анджелес Спаркс | Университет Пердью                                |

## Второй раунд
| Выбор | Игрок              | Позиция             | Гражданство | Команда драфта      | Университет/ Бывшая команда             |
| ----- | ------------------ | ------------------- | ----------- | ------------------- | --------------------------------------- |
| 17    | Семека Рэндалл     | Защитник            | США         | Сиэтл Шторм         | Университет Теннесси                    |
| 18    | Тэмми Саттон-Браун | Центровая           | Канада      | Шарлотт Стинг       | Ратгерский университет                  |
| 19    | Нил Айви           | Защитник            | США         | Индиана Фивер       | Университет Нотр-Дам                    |
| 20    | Дженни Моу         | Центровая           | США         | Портленд Файр       | Орегонский университет                  |
| 21    | Джорджия Швейцер   | Защитник / Форвард  | США         | Майами Сол          | Университет Дьюка                       |
| 22    | Джей Кинджи        | Защитник            | Австралия   | Детройт Шок         | Аделаида Лайтнинг (ЖНБЛ)                |
| 23    | Эрин Бюшер         | Форвард / Защитник  | США         | Миннесота Линкс     | Мастер’с колледж                        |
| 24    | Микаэла Павличкова | Форвард / Центровая | Чехия       | Юта Старз           | Денверский университет                  |
| 25    | Тамара Стокс       | Форвард / Центровая | США         | Вашингтон Мистикс   | Флоридский университет                  |
| 26    | Брук Уайкофф       | Форвард             | США         | Орландо Миракл      | Университет штата Флорида               |
| 27    | Джейнетта Сондерс  | Форвард             | США         | Кливленд Рокерс     | Техасский университет A&M               |
| 28    | Джанель Бёрс       | Центровая           | США         | Миннесота Линкс     | Тулейнский университет                  |
| 29    | Илона Корстин      | Защитник / Форвард  | Россия      | Финикс Меркури      | CJM Бурж Баскет                         |
| 30    | Джеки Мур          | Центровая           | США         | Сакраменто Монархс  | Университет штата Калифорния в Лонг-Бич |
| 31    | Тиниша Льюис       | Защитник / Форвард  | США         | Хьюстон Кометс      | Университет штата Северная Каролина     |
| 32    | Николь Левандаски  | Защитник            | США         | Лос-Анджелес Спаркс | Университет Ксавьера                    |

## Третий раунд
| Выбор | Игрок             | Позиция            | Гражданство | Команда драфта      | Университет/ Бывшая команда          |
| ----- | ----------------- | ------------------ | ----------- | ------------------- | ------------------------------------ |
| 33    | Шарей Мэнсфилд    | Форвард            | США         | Хьюстон Кометс      | Университет Западного Кентукки       |
| 34    | Дженнифер Филлипс | Форвард            | США         | Шарлотт Стинг       | Университет Ксавьера                 |
| 35    | Марлена Уильямс   | Форвард            | США         | Индиана Фивер       | Университет Миссури                  |
| 36    | Рашида Кларк      | Защитник           | США         | Портленд Файр       | Университет Пеппердайна              |
| 37    | Левис Торрес      | Центровая          | Колумбия    | Майами Сол          | Университет штата Флорида            |
| 38    | Светлана Вольная  | Защитник / Форвард | Беларусь    | Детройт Шок         | Университет Виргинии                 |
| 39    | Томби Белл        | Защитник           | США         | Миннесота Линкс     | Университет Майами                   |
| 40    | Шей Ральф         | Защитник / Форвард | США         | Юта Старз           | Университет Коннектикута             |
| 41    | Джейми Льюис      | Защитник           | США         | Вашингтон Мистикс   | Университет штата Огайо              |
| 42    | Жаклин Джонсон    | Форвард            | США         | Орландо Миракл      | Университет Канзаса                  |
| 43    | Анджелина Уолверт | Форвард            | США         | Кливленд Рокерс     | Орегонский университет               |
| 44    | Елена Карпова     | Форвард            | Россия      | Вашингтон Мистикс   | МБК Ружомберок                       |
| 45    | Тере Уильямс      | Форвард            | США         | Финикс Меркури      | Политехнический университет Виргинии |
| 46    | Марен Уолсет      | Форвард            | США         | Сакраменто Монархс  | Университет штата Пенсильвания       |
| 47    | Шала Кроуфорд     | Центровая          | США         | Хьюстон Кометс      | Университет жизни                    |
| 48    | Келли Симон       | Форвард            | США         | Лос-Анджелес Спаркс | Университет Нотр-Дам                 |

## Четвёртый раунд
| Выбор | Игрок            | Позиция             | Гражданство | Команда драфта      | Университет/ Бывшая команда                       |
| ----- | ---------------- | ------------------- | ----------- | ------------------- | ------------------------------------------------- |
| 49    | Джуана Браун     | Защитник            | США         | Сиэтл Шторм         | Университет Нотр-Дам                              |
| 50    | Реши Бристол     | Защитник            | США         | Шарлотт Стинг       | Аризонский университет                            |
| 51    | Эйприл Браун     | Форвард             | США         | Индиана Фивер       | Университет штата Луизиана                        |
| 52    | Наташа Пойнтер   | Защитник            | США         | Портленд Файр       | Ратгерский университет                            |
| 53    | Кэролин Мус      | Центровая           | США         | Финикс Меркури      | Стэнфордский университет                          |
| 54    | Келли Сантос     | Форвард             | Бразилия    | Детройт Шок         | Васко да Гама                                     |
| 55    | Меган Тэйлор     | Защитник / Форвард  | США         | Миннесота Линкс     | Университет штата Айова                           |
| 56    | Кара Консуэгра   | Защитник            | США         | Юта Старз           | Айовский университет                              |
| 57    | Тару Туукканен   | Форвард / Центровая | Финляндия   | Нью-Йорк Либерти    | Университет Ксавьера                              |
| 58    | Энн Ториус       | Защитник            | Дания       | Орландо Миракл      | Мичиганский университет                           |
| 59    | Эрин Батт        | Форвард / Центровая | США         | Кливленд Рокерс     | Университет Клемсона                              |
| 60    | Тара Митчем      | Защитник            | США         | Нью-Йорк Либерти    | Государственный университет Юго-Западного Миссури |
| 61    | Меган Франца     | Защитник            | США         | Финикс Меркури      | Вашингтонский университет                         |
| 62    | Кэти Смрка-Даффи | Защитник            | США         | Сакраменто Монархс  | Джорджтаунский университет                        |
| 63    | Кристен Клемент  | Защитник            | США         | Хьюстон Кометс      | Университет Теннесси                              |
| 64    | Бет Рекорд       | Защитник / Форвард  | США         | Лос-Анджелес Спаркс | Сиракьюсский университет                          |